# Bernard Duboy
 (avril 2023).
Œuvres principales
Choisir son prénom Choisir son destin

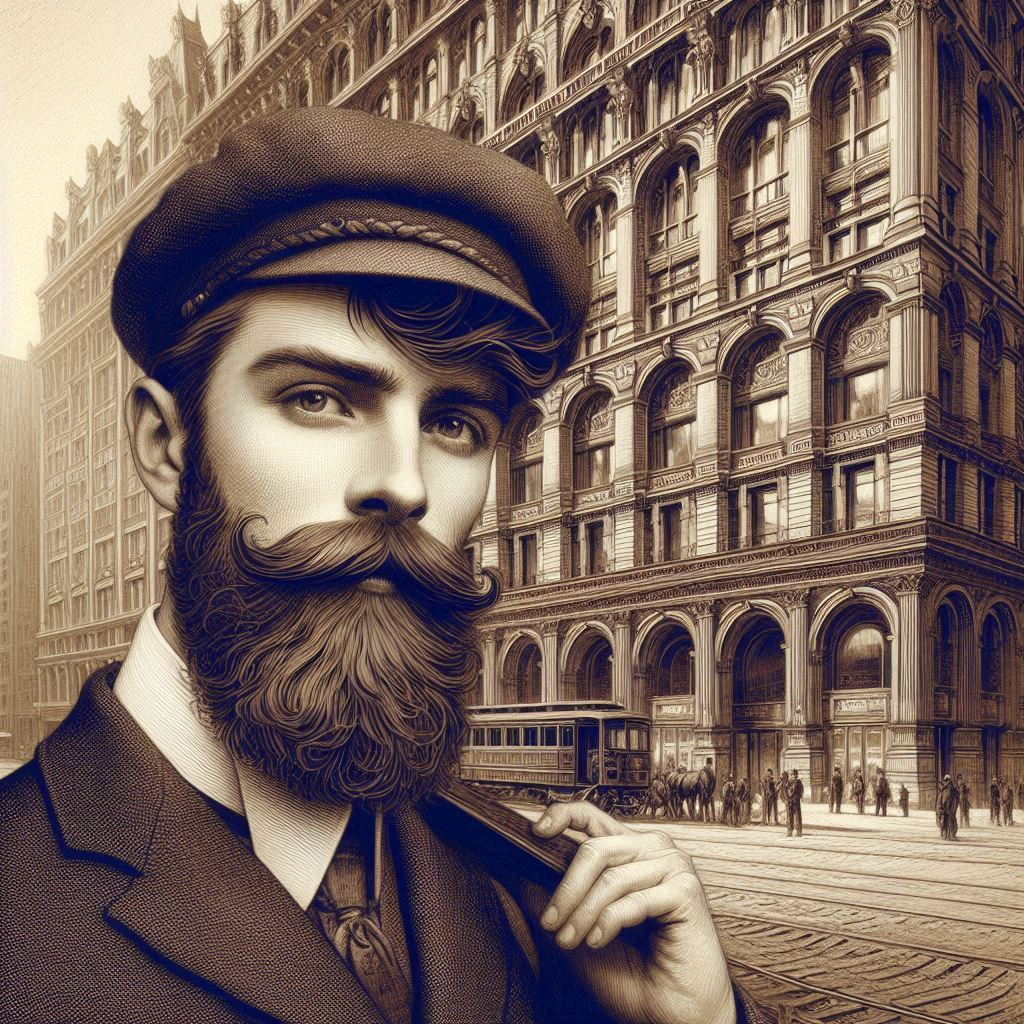
L'architecte français Paul-Emile Duboy devant l'Ansonia à New York

Bernard Duboy est un auteur français spécialisé dans la mystique et l’ésotérisme. Écrivain, conférencier et numérologue. [réf. nécessaire],

## Famille
Issu d’une famille des Pyrénées Atlantiques, Bernard Duboy est le petit-neveu de l’architecte Paul-Emile Duboy (1857-1907) natif du Boucau qui fit carrière aux États-Unis. Architecte notamment de l’immeuble The Ansonia à Broadway, New York,. Il est aussi parent de Pierre-Oscar Duboy fondateur de la poterie d'Hagetmau qui fonctionna de 1909 jusqu'au milieu des années 30. Il compte dans sa branche familiale originaire de Bourgogne le peintre du XIXe siècle Charles Duboy de la Verne,,. Bernard Duboy maintient la mémoire familiale dans le domaine de l’architecture et des Beaux-arts.

## Audio-visuel
Dans les années 80, Bernard Duboy est directeur de production pour le cinéma publicitaire, dans l'agence Charlie Bravoet travaille avec des réalisateurs tels Joyce Bunuèl, Claude Chabrol, Patrice Lecomte. Dans les années 90, il est scénariste et coréalisateur pour des émissions télévisées (Arte France, Equidia).

## Numérologue
Dans les années 80, Bernard Duboy entreprend en parallèle une carrière de numérologue, à Paris. Ses consultants appartiennent au monde de la culture, spectacle, arts, cinéma, politique et de hautes personnalités. En 1987, il est référencé dans Le guide des voyants et des astrologues, par Elisabeth Alexandre et Agnès Mathon, paru aux éditions Philippe Lebaud. Avec Martine Barbault, nièce de l’astrologue André Barbault, il cosigne plusieurs livres sur la numérologie aux éditions Denoël puis chez Pocket. Il rédige la rubrique Numérologie dans le magazine Citadine.

## Presse & édition
Dès les années 70, il est journaliste indépendant (culture, société) pour plusieurs quotidiens en France - éditions régionales dont l'Echo du Sud-Ouest.Depuis les années 2010, Bernard Duboy est directeur littéraire et artistique,.

## Ouvrages publiés
Coauteur avec Jean-Louis Bernard de :
- Les autres vies et la réincarnation, essai, éditions du Rocher, 1992[16],[17],[18],[19],[20]

- A reencarnaçao es as vidas anteriores, en portugais éditions Estampa 1993

- Mehdi l’initiation d’un  soufi, avec roman, éditions du Rocher, 1994[21],[22],[23],[24]

- Mehdi l’initiation d’un soufi édition de poche Pocket 1997[25],[26]

- Sogni nel deserto (una iniziazione sufi) en italien éditions Xenia 1997[27]

Coauteur avec Martine Barbault de :
- Votre guide numérologique, Denoël, 1989

- Choisir son prénom Choisir son destin, Denoël, 1990 et éditions Club : Succès du Livre, le Grand Livre du Mois, Sélection du Reader’s Digest, en poche chez J’ai Lu, et édition au Canada[28]…

- L’influence du prénom sur la vie », Denoël, 1991